# Pachnobia
Pachnobia é um gênero de traça pertencente à família Arctiidae.